# Relativismo gnoseologico
Per relativismo gnoseologico si intende una posizione di stampo filosofico secondo cui la conoscenza si basa non su criteri oggettivi, ossia che tutti riconoscano come certi,  ma unicamente soggettivi, essendo priva di punti sicuri di riferimento.

## Etimologia
Il termine gnoseologico deriva dalle parole di origine greca gnosis (γνῶσις) = conoscenza, sapere, e logos (λόγος) = discorso, scienza.

## Filosofia antica
Un esempio di relativismo gnoseologico lo si può trovare nella frase del filosofo presocratico Protagora di Abdera: 
 Non ci sono cioè elementi, misure oggettive, in base a cui poter distinguere la verità (ciò che è) dalla falsità (ciò che non è). Tutto è affidato alla soggettività dell'uomo.
Avversario di Protagora era Socrate, il quale ha realizzato, attraverso la metodologia di indagine e speculazione sua propria, la maieutica (maieutiké tecné = ostetricia, riferita metaforicamente al far partorire conoscenze), un metodo di introspezione volto alla ricerca di verità a cui possono arrivare gli uomini.
Secondo un'interpretazione di tipo "psicologico", Socrate avrebbe affermato che la felicità fosse raggiunta dalla piena realizzazione ed aderenza del singolo alle sue intime predisposizioni, le quali andavano necessariamente prima conosciute; l'ignoranza di sé stessi e l'insoddisfazione che ne deriva conducono al male.
Secondo teorie interpretative diverse, per Socrate l'uomo raggiunge l' eudemonia (letteralmente: essere in compagnia di un buon demone, ossia essere in pace con sé stessi), cioè la serenità, solo se applica la "scienza del bene e del male", il dialogo, "il sommo bene", come egli  lo  definisce, che gli consente di conoscere cos'è il bene per chi si confronta con l'altro.
L'uomo è un possibile riferimento in àmbito cognitivo a più livelli. Si può intendere l'uomo come categoria umana in senso lato, quindi la percezione del mondo fisico e metafisico in base alla sua centralità (universo antropocentrico).
Secondo interpretazioni di carattere religioso, Socrate era profondamente convinto dell'esistenza oggettiva di una sola verità e una sola giustizia, pur ricercandole all'interno di ogni uomo anziché fuori nel mondo.
Diverse analisi del pensiero di Socrate sostengono invece che  egli, che sa di non sapere, non crede che all'uomo sia possibile possedere verità definitive salvo una: quella della ricerca della verità tramite l'esame in comune con il dialogo.

## Filosofia moderna
«Le massime di Protagora, Gorgia, Prodico e degli altri sofisti, argutamente combattute da Socrate nei dialoghi platonici, forniscono invece l’alfa e l’omega di una superiore saggezza, tesaurizzata dai loro moderni seguaci Stirner e Nietzsche», secondo coloro che designano con il termine «piani di conoscenza» "una sorta di relativismo gnoseologico radicale, ispirato alla filosofia francese della contingenza". In Karl Mannheim, invece, «un relativismo di tipo gnoseologico evita la totale storicizzazione del pensiero».
Un'altra interpretazione, riconducibile a concezioni psicologiche, porrebbe in risalto la diversità da uomo a uomo con la conseguente diversa percezione del sensibile: ad es. una persona "sente" ed elabora un'esperienza diversamente da un'altra in base al proprio carattere ed esperienza personale. In questo caso l'accento è posto sul processo di apprendimento di ogni individuo ed è alla base di tutte le indagini in ambito psicologico e psicoanalitico.
Suo equivalente è il relativismo conoscitivo o cognitivo. In letteratura è rappresentato nell'opera di Luigi Pirandello.